# 千藤和久
千藤 和久（せんどう かずひさ、1947年 - 2021年10月14日）は、日本の元アマチュア野球選手（投手）。

## 経歴
岐阜県の中京高等学校ではエースとして活躍。1964年秋季中部大会県予選準々決勝に進むが、エース淵上澄雄を擁する岐阜短大付高に惜敗。翌1965年夏は県予選を勝ち抜き三岐大会に進出。しかし準決勝で海星高に敗退した。高校同期に伊藤正信がいる。
高校卒業後は北海道拓殖銀行に入社した。1968年のドラフト会議でサンケイアトムズから4位指名を受けたが、入団を拒否しチームに残留。1974年の都市対抗には大昭和製紙北海道に補強され、柳俊之（電電北海道から補強）との二本柱で勝ち進む。決勝では柳との継投で新日本製鐵八幡を完封、延長10回に相手エース萩野友康の暴投もあって4点を奪い初優勝を飾った。同大会の優秀選手に選出される。11月の社会人野球選抜キューバ遠征にも参加した。
1975年の社会人野球日本選手権にチーム初出場。準決勝に進み日本生命に敗退するが、同僚の山口敏男投手とともに優秀選手賞を獲得。翌1976年の都市対抗野球は準々決勝で住友金属を完封。決勝では日本鋼管の梶間健一と互いに無失点で投げ合うが、9回にリリーフの有沢賢持（日産サニー札幌から補強）が決勝点を奪われ敗退。準優勝にとどまるが、同大会の久慈賞を獲得。同年の社会人野球日本選手権も2勝を挙げ準決勝に進出。日本鉱業佐賀関の藤沢公也に完封を喫するが、2年連続で大会優秀選手に選出された。同年の社会人ベストナイン（投手）に選出され、アマチュア野球世界選手権日本代表となる。1979年現役引退。
引退後は、北海道拓殖銀行の監督を務めた。2021年10月14日、埼玉県三郷市にて死去。74歳没。